# Leokadia Perono
Leokadia Perono-Albrecht (ur. 29 października 1911 w Katowicach, zm. 20 kwietnia 1986 w Chorzowie) – lekkoatletka, dwukrotna medalistka Mistrzostw Polski. W latach 1926–1929 reprezentowała barwy klubu „06” Katowice. Jako zawodniczka tego klubu zdobyła brązowy medal w biegu na przełaj w 1927 i biegu na 1 kilometr w 1928. W latach 1930–1932 była zawodniczką Pogoni Katowice.